# Afrectopius silvaemontis
Afrectopius silvaemontis là một loài tò vò trong họ Ichneumonidae.